# Clase Regina Margherita
Los Acorazados de la Clase Regina Margherita, construidos por la Regia Marina (Marina de Guerra Italiana) en 1898 – 1905. Esta clase comprendía dos naves: Benedetto Brin y Regina Margherita. Diseñados por Benedetto Brin tenían la velocidad considerable para su tiempo de 20 nudos y fueron armados bien, con tres calibres principales de 152, 203 y 305 milímetros. Sin embargo, la protección fue reducida absolutamente, haciéndolos prácticamente equivalentes a los cruceros.
Estos buques nunca fueron probados en combate contra el enemigo, pues ambos se perdieron en 1915.

## Barcos de esta Clase
- Regina Margherita

Fue botado en La Spezia en 1901 y terminado tres años más tarde. Fue el buque insignia de la Flota Italiana del Mediterráneo hasta 1910. Debido a una explosión durante una reparación en 1911, no participó en las primeras fases de la guerra Italo-Turca. En 1912 estaba en el Mar Egeo, junto con el Benedetto Brin. En 1915, saliendo del puerto de Valona en condiciones de mar pesadas, chocó con dos minas y se hundió. 674 hombres murieron. 
- Benedetto Brin

Fue botado en Castellammare di Stabia en 1901 y acabado en 1905. Se perdió en el puerto de Brindisi, el 27 de septiembre de 1915, debido al sabotaje enemigo muriendo 454 tripulantes.